# Ngozi Okobi
Ngozi Sonia Okobi (* 14. Dezember 1993) ist eine nigerianische Fußballspielerin.

## Karriere

### Verein
Okobi spielte bis Sommer 2015 beim nigerianischen Erstligisten Delta Queens. Nach der Weltmeisterschaft 2015 wechselte sie gemeinsam mit ihrer Landsfrau Josephine Chukwunonye zum NWSL-Teilnehmer Washington Spirit, für den sie am 16. August gegen die Chicago Red Stars debütierte. Nach Saisonende wurden beide Spielerinnen von den Spirit freigestellt.

### Nationalmannschaft
Okobi nahm im Juniorinnenbereich unter anderem an den U-17-Weltmeisterschaften 2008 und 2010 sowie der U-20-Weltmeisterschaft 2012 teil. Bereits im Alter von 16 Jahren debütierte sie zudem in der nigerianischen A-Nationalmannschaft, mit der sie die Fußball-Afrikameisterschaften 2010 und 2014 gewann. Im Jahr 2015 war Okobi Teil des nigerianischen Aufgebots bei der Fußball-Weltmeisterschaft in Kanada. Nach dem Vorrundenspiel gegen Schweden wurde sie nach zwei Torvorlagen und einem eigenen Treffer zur Spielerin des Spiels ernannt.

## Erfolge
- 2010, 2014: Gewinn der Fußball-Afrikameisterschaft